# Västra örarna, Åland
För andra betydelser, se Västra örarna.
Västra örarna är skär i Åland (Finland). De ligger i Skärgårdshavet och i kommunen Kökar i landskapet Åland, i den sydvästra delen av landet. Öarna ligger omkring 78 kilometer öster om Mariehamn och omkring 210 kilometer väster om Helsingfors.
Arean för den av öarna koordinaterna pekar på är 0,9 hektar och dess största längd är 130 meter i sydväst-nordöstlig riktning.
Trakten är glest befolkad. Det finns inga samhällen i närheten.